# Corydalis inconspicua
Corydalis inconspicua är en vallmoväxtart som beskrevs av Aleksandr Andrejevitj Bunge och Carl Friedrich von Ledebour. Corydalis inconspicua ingår i släktet nunneörter, och familjen vallmoväxter. Inga underarter finns listade i Catalogue of Life.